# Svend Erik Øhlenschlæger
Svend Erik Øhlenschlæger (1941-2016) var en dansk journalist og producer, der fra 1970'erne og indtil 2004 arbejdede i DR, bl.a. med  programserien Kanal 22 (1979-82), filmmagasinet Film & Folk (1983), kulturmagasinet Polykrom (1993-94) og en række dokumentarprogrammer, hvoraf Teater bag Tremmer (1991) modtog en sølvmedalje ved Grand Prix International du Documentaire de Création – Medalje d’Argent)
Han var cand.mag. i litteratur og historie fra Roskilde Universitetscenter og uddannet journalist fra Danmarks Journalisthøjskole 1969.